# Ignacio Pintado Gough
Ignacio Pintado Gough (Cádiz, 11 de abril de 1857 Madrid, 19 de mayo de 1930) fue un militar de la Armada Española, ministro de Marina durante la Dictadura de Primo de Rivera.

## Biografía
En enero de 1873 ingresó en la Escuela Naval de la Armada en la fragata Asturias. En 1875 ascendió a guardiamarina, en 1879 a alférez de navío y en 1885 a teniente de Navío. En 1891 fue destinado al crucero Isla de Cuba y en 1893 fue segundo comandante de la Provincia Marítima tinerfeña. En 1896 fue trasladado a la Capitanía de Cartagena y embarcó en el crucero Lepanto como segundo comandando interino. De 1901 a 1903 fue segundo comandante de la Provincia Marítima de Canarias. En 1907 ascendió a capitán de fragata y de enero a marzo de 1911 fue nombrado secretario de la jefatura del Arsenal de la Carraca. Ascendido a capitán de navío, fue jefe de Armamentos del Arsenal de julio a noviembre del mismo año. En 1914 ascendió a Contraalmirante y fue nombrado Jefe de Estado Mayor de la Jurisdicción de Marina en la Corte hasta 1915. Del 19 de diciembre de 1914 hasta el 26 de abril de 1915 fue de vocal de la Comisión Protectora de la Producción Nacional, y en noviembre de 1915 fue nombrado director general de Navegación y Pesca Marítima.
El 13 de marzo de 1918 ascendió a vicealmirante y fue nombrado comandante general del Apostadero del Ferrol, en julio de 1918 fue nombrado comandante de escuadra y en 1921 capitán general del Departamento de Marina del Ferrol. En 1920 ascendió a almirante y fue nombrado miembro del Consejo Supremo de Guerra y Marina, del que en 1923 fue nombrado Jefe de la Jurisdicción de Marina. Miguel Primo de Rivera lo nombró ministro de Marina entre el 12 de febrero y el 25 de mayo de 1924. De febrero a junio del mismo año también fue Jefe de Estado Mayor de la Armada. Dimitió de ambos cargos por motivos de salud y se estableció en Canarias, donde en 1927 pasó a la reserva. Debido a su salud, se trasladó nuevamente en Madrid, donde murió el 19 de mayo de 1930.
| Predecesor: Gabriel Antón Iboleón | Ministro de Marina 1924 | Sucesor: Honorio Cornejo Carvajal |